# 乙苯
乙苯（英語：Ethylbenzene，分子式：C
6H
5CH
2CH
3）是一个芳香族的有机化合物。它是一种无色极易燃的液体，有汽油味。乙苯在石油化工业中非常重要，因为它可以用来制备苯乙烯——常见塑料材料聚苯乙烯的前体。2012年，有超过99%的乙苯都用来制造苯乙烯。

## 存在和应用
乙苯天然存在于煤焦油和石油里。
乙苯的主要用途是作为聚苯乙烯生产的中间体。乙苯的催化脱氢可以得到氢气和苯乙烯：
C
6H
5CH
2CH
3  →  C6H5CH=CH2  +  H
2
截至2012年5月，有99%以上的乙苯用于此目的。
乙苯氢过氧化物是一种试剂和自由基引发剂，由乙苯的自氧化生产：
C6H5CH2CH3  +  O2  →  C6H5CH(O2H)CH3

### 小众用途
乙苯可作为抗爆剂添加到汽油中，以减少发动机爆震，并提高辛烷值。乙苯通常也存在于其它产品中，包括农药、醋酸纤维素、合成橡胶、油漆和墨水。

## 生产
在酸催化下，苯和乙烯反应，可以大规模生产乙苯。1999年，约生产了24,700,000 吨的乙苯。

### 工业方法
在酸催化下，苯和乙烯反应，可以大规模生产乙苯：
C
6H
6 + C
2H
4  →  C
6H
5CH
2CH
3
2012年，99%以上的乙苯都是通过这种方式生产的。因此，乙苯制造商是苯的主要买家，占总出口的一半以上。

## 扩展阅读
- EPA化学信息库
- Intox化学信息库（页面存档备份，存于）